# Magicicada tredecim
A Magicicada tredecim a rovarok (Insecta) osztályának félfedelesszárnyúak (Hemiptera) rendjébe, ezen belül az énekeskabóca-félék (Cicadidae) családjába tartozó faj.
Egyike a 13 évenként előjövő fajoknak; sőt ebből a csoportból az első, amelyet leírtak. Korábban a szintén tizenhárom évenkénti Magicicada neotredecim nevű kabócát, a szóban forgó rovarfaj részének vélték. Mindkettő nagyon közeli rokona, a 17 évenkénti Magicicada septendecimnak, melyet Carl von Linné, svéd természettudós írt le, illetve nevezett meg 1758-ban.

## Előfordulása
A Magicicada tredecim előfordulási területe az Amerikai Egyesült Államok délkeleti részén van.

## Megjelenése
Mint sok más Magicicada-fajnak, ennek a rovarnak is vöröses szeme és szárnyerezete van. A tor háti része fekete. A potroh hasi fele halvány narancssárga vagy karamell színű. Ennél a fajnál hiányzanak a M. neotredicim és M. septendecim fajoknál látható sötét sávozások.

## Szaporodása
A lárva 13 évet tölt a talajban, a fák gyökereinek nedveivel táplálkozva. A tizenhárom év leteltével kimászik a földből és egy utolsó vedlés után, átalakul imágóvá. Az imágó egyetlen célja a szaporodás. Ez a hosszú rejtőzködésben töltött idő, és az egyszerre több millió számban előbúvó rovar, valószínűleg a ragadozók által okozott vesztességeket hivatottak csökkenteni.

## Fordítás
- Ez a szócikk részben vagy egészben  a   Magicicada tredecim című angol Wikipédia-szócikk ezen változatának fordításán alapul.  Az eredeti cikk szerkesztőit annak laptörténete sorolja fel. Ez a jelzés csupán a megfogalmazás eredetét és a szerzői jogokat jelzi, nem szolgál a cikkben szereplő információk forrásmegjelöléseként.